# Lactuca cyprica
Lactuca cyprica là một loài thực vật có hoa trong họ Cúc. Loài này được (Rech.f.) N.Kilian & Greuter mô tả khoa học đầu tiên năm 2003.